# Count Five
I Count Five furono un gruppo garage rock/rock psichedelico formatosi a San Jose, California, nella metà degli anni '60. Sono considerati una "rapida meteora della scena garage rock californiana". Vantano una delle maggiori hit dell'epoca psichedelica, Psychotic Reaction.

## Storia

### Origini
I Count Five si formarono agli inizi del 1965 grazie ad una coppia di studenti: John Michalski e Ron Chaney, chitarrista il primo, bassista il secondo. Precedentemente avevano suonato in una serie di gruppi della zona come i "Johnny & The GTOs" e i "Renegades", specializzati in Surf rock. Successivamente si unì il cantante Kenn Ellner. Insieme cercarono di adattarsi ai tempi e, non volendo essere tagliati fuori dalla scena musicale, imitarono lo stile della British invasion. Nel tardo 1965 Sean Byrne, cantautore e chitarrista di origini irlandesi, si aggregò al gruppo, che divenne molto popolare a livello locale.

### Il successo:Psychotic Reaction
Proprio in quel periodo, Byrne stava ultimando quello che diventerà il loro più grande e forse anche unico successo: Psychotic Reaction per l'appunto. Il successo non arrivò subito, i Count Five furono infatti scaricati da varie case discografiche come la Capitol Records, la Fantasy Records e altre case minori della California. Tuttavia, dopo aver riarrangiato il pezzo, il gruppo venne contattato da Brian Lord e firmò un contratto con la Double Shot Records di Los Angeles. Il pezzo uscì nel loro primo singolo. Conteneva influenze da Bo Diddley e dai The Yardbirds ma, aveva un'attitudine punk degna degli Standells.

### La delusione e la fine
Sfortunatamente, il gruppo non riuscì a ripetere neanche lontanamente il successo. L'album che, uscito nel 1966, seguì la pubblicazione del singolo,  conteneva alcuni pezzi originali e un paio di cover dei The Who. Nel 1967 le strade per il successo furono definitivamente precluse e la band si sciolse in breve tempo.

## Formazione
- Ken Ellner (voce, armonica)
- Sean Byrne (voce, chitarra)
- John Michalski (chitarra)
- Roy Chaney (basso)
- Craig Atkinson (batteria)

## Discografia
- 1966 - Psychotic Reaction
- 1993 - Psychotic Reunion, Live!